# Finala Cupei României 2020
Finala Cupei României 2020 a fost meciul final al sezonului 2019-2020 al Cupei României, cea de-a 83-a ediție a turneului național de fotbal din România organizat de FRF. S-a disputat pe 22 iulie 2020 pe Stadionul Ilie Oană din Ploiești, între cluburile Sepsi Sfântu Gheorghe și FCSB.
FCSB a câștigat meciul grație unui gol marcat de Dennis Man în minutul 65. Ca urmare, s-a calificat în sezonul 2020-2021 a UEFA Europa League. De asemenea, a câștigat dreptul de a juca împotriva campionilor Ligii I 2019-2020, CFR Cluj, pentru Supercupa României 2020.
Din cauza pandemiei de COVID-19, meciul s-a disputat cu porțile închise.

## Echipe
Sepsi a ajuns în prima finală de cupă din existența clubului. Clubul din Sfântu Gheorghe a fost înființat în 2011, aceasta fiind cea mai mare realizare în cei 9 ani de istorie. De cealaltă parte, FCSB a jucat a 32-a finală de Cupa României, după ce a câștigat trofeul de 22 de ori.
| Echipa                | Apariții finale anterioare (îngroșat indică câștigătorii) |
| --------------------- | --- |
| Sepsi Sfântu Gheorghe | 0 |
| FCSB                  | 31 (1949, 1950, 1951, 1952, 1953, 1955, 1962, 1964, 1966, 1967, 1969, 1970, 1971, 1976, 1977, 1979, 1980, 1984, 1985, 1986, 1987, 1988, 1989, 1990, 1992, 1996, 1997, 1999, 2011, 2014, 2015) |

## Drumul spre finală
Pentru mai multe detalii despre acest subiect, vedeți Cupa României 2019-2020.
Notă: În toate rezultatele de mai jos, scorul finalistului este dat mai întâi (A: acasă; D: deplasare).
| Sepsi Sfântu Gheorghe | Sepsi Sfântu Gheorghe | Runda         | FCSB                   | FCSB               |
| --------------------- | --------------------- | ------------- | ---------------------- | ------------------ |
| Adversar              | Rezultate             |               | Adversar               | Rezultate          |
| Ripensia Timișoara    | 4–1 (D)               | Șaisprezecimi | Metaloglobus București | 2–0 (D)            |
| Astra Giurgiu         | 4–2 (A)               | Optimi        | Universitatea Cluj     | 1–0 (D)            |
| Petrolul Ploiești     | 1–0 (D)               | Sferturi      | Hermannstadt           | 2–1 (D)            |
| Politehnica Iași      | 5-1 (A) și 3-0 (D)    | Semifinale    | Dinamo București       | 3-0 (D) și 1-0 (A) |

## Meciul
Meciul s-a disputat pe 22 iulie 2020 pe Stadionul Ilie Oană din Ploiești.
| Sepsi Sfântu Gheorghe | 0–1 | FCSB           |
| --------------------- | --- | -------------- |
|                       |     | 65' Dennis Man |

| Sepsi | FCSB |

|             |    |                     |  |     |         |
|             |    |                     |  |     |         |
| P           | 33 | Roland Niczuly      |  |     |         |
| FD          | 19 | Radoslav Dimitrov   |  | 75' |         |
| FC          | 29 | Rachid Bouhenna (c) |  |     | 77' 80' |
| FC          | 04 | Răzvan Tincu        |  |     |         |
| FS          | 96 | Florin Ștefan       |  |     |         |
| M           | 08 | Gabriel Vașvari     |  |     |         |
| M           | 13 | Ronaldo Deaconu     |  |     |         |
| M           | 23 | Anass Achahbar      |  | 83' |         |
| ED          | 27 | Nicolae Carnat      |  | 46' |         |
| A           | 25 | Goran Karanović     |  | 46' |         |
| ES          | 11 | Marius Ștefănescu   |  | 75' |         |
| Rezerve:    |    |                     |  |     |         |
| P           | 95 | Béla Fejér          |  |     |         |
| M           | 05 | Lóránt Kovács       |  |     |         |
| F           | 06 | Daniel Celea        |  | 83' |         |
| M           | 07 | George Dragomir     |  |     |         |
| M           | 10 | Lóránd Fülöp        |  | 46' |         |
| A           | 14 | Tomás Díaz          |  | 75' |         |
| A           | 18 | Pavol Šafranko      |  | 46' |         |
| M           | 21 | Peter Gál-Andrezly  |  |     |         |
| M           | 99 | Balázs Csiszér      |  | 75' |         |
| Antrenor:   |    |                     |  |     |         |
| Leo Grozavu |    |                     |  |     |         |

|              |    |                   |  |     |
|              |    |                   |  |     |
| P            | 99 | Andrei Vlad       |  |     |
| FD           | 02 | Valentin Crețu    |  |     |
| FC           | 04 | Andrei Miron      |  |     |
| FC           | 17 | Iulian Cristea    |  |     |
| FS           | 03 | Ionuț Panțîru     |  | 89' |
| MC           | 20 | Ionuț Vînă        |  | 46' |
| MC           | 27 | Darius Olaru      |  | 46' |
| MC           | 23 | Ovidiu Popescu    |  |     |
| ED           | 98 | Dennis Man 65'    |  |     |
| ES           | 07 | Florinel Coman    |  | 93' |
| A            | 10 | Florin Tănase (c) |  | 58' |
| Rezerve:     |    |                   |  |     |
| P            | 33 | Mihai Udrea       |  |     |
| A            | 92 | Romeo Niță        |  |     |
| A            | 31 | Andrei Istrate    |  |     |
| M            | 29 | Andrei Pandele    |  |     |
| F            | 28 | Alexandru Pantea  |  | 89' |
| M            | 25 | Ovidiu Perianu    |  | 93' |
| A            | 19 | Adrian Petre      |  | 46' |
| A            | 22 | Cristian Dumitru  |  |     |
| M            | 11 | Olimpiu Moruțan   |  | 46' |
| Antrenor:    |    |                   |  |     |
| Anton Petrea |    |                   |  |     |

| OMUL MECIULUI - Dennis Man OFICIALII DE MECI - Arbitri asistenți: - Ovidiu Artene - George Neacșu - Al patrulea oficial: - Andrei Chivulete | REGULILE MECIULUI - 90 de minute. - 30 de minute de prelungiri, dacă este necesar. - Lovituri de departajare în cazul în care scorul încă este la egalitate. - Nouă rezerve desemnate. - Maximum cinci înlocuiri. |

## Vezi și
- Supercupa României 2020

## Legături externe
- Site web oficial